# Huastecacris fariensis
Huastecacris fariensis är en insektsart som beskrevs av Barrientos Lozano, Medina och Rocha-sánchez 2009. Huastecacris fariensis ingår i släktet Huastecacris och familjen gräshoppor. Inga underarter finns listade i Catalogue of Life.